# インドネシア鉄道BB302形ディーゼル機関車
BB302形ディーゼル機関車（ビービー302がたディーゼルきかんしゃ、インドネシア語：Lokomotif BB302）は、インドネシアのディーゼル機関車。ヘンシェル社が製造したDHG 900 BB形の、クレタ・アピ・インドネシア（インドネシア鉄道会社、PT.KAI）における形式である。

## 概要
エンジン出力は 670kW (900馬力)、重量は 42.8トン (42.1 ロングトン、47.2 ショートトン) である。1998年から2000年にかけて行われた改修によってエンジン出力が最大 895 〜 970kW (1,200〜1,301 馬力)となった。旅客列車または貨物列車の運行に使用される。最高速度 80 km/h (22 m/s)で走行でき、B'B' 車軸である。つまり、台車が2つあり、各台車には互いに接続された2つの駆動車軸となっている。
BB303形の兄弟機であるが、差異としてBB303形（42.8 t）と比較して車両重量（44 t）が重くなっている。

## 歴史

### 導入初期（1970年 - 1998年）
西スマトラ州やジャワ島の路線で運行されていたBB303形の兄弟機として、1970年から北スマトラ州の路線に全6両が導入された。また北スマトラ州のみに運行している。
BB302形は、兄弟機であるBB303形やBB306形とともに、旅客列車および貨物列車を牽引する機関車として北スマトラの鉄道路線を担当する。 BB302形は導入当初は、MTU Type 12V393TZ10 エンジンを採用していた。

### 改修後（1998年 - 現在）
北スマトラ州で運行されている車両は、経年25年が経ち、BB303形と同時期に最新型のエンジンに交換する改修工事が施工された。エンジン出力が約895kW  （1,200 馬力）と向上し、耐用年数が延長された。BB303形は現在でも北スマトラ州で運行されている。
2014年には、CC201形およびBB203形機関車が北スマトラ州アチェ機関区やジェンベル地域事業部に配置され、BB303形は短距離列車及び中距離列車の牽引機関車、もしくは駅構内の入換機として運用が変更された。全6両のうち運行可能な整備状態（SO）な車両は2両だけである。2023年ダイヤ改正（Gapeka 2023）以降、BB302形とBB303形は完全に入換機関車となり、見かけることはますます稀となっている。

## 運用
BB 302形の総数は合計6両であり、メダン機関区とパル・ブラヤン車両工場にのみ配置されている。現在運用可能なのは2両のみである (BB 302 70 01号機、BB 302 70 06号機)。
| 配置場所                        | 配置場所 | 車両 | 車両     |
| 機関区名                        | 電報略号 | 車両番号 | 配置両数 |
| ------------------------------- | -------- | --- | -------- |
| メダン （南スマトラ州メダン）   | MDN      | - BB 302 01 (BB 302 70 01) SO - BB 302 02 (BB 302 70 02) TSGO - BB 302 03 (BB 302 70 03) TSGO - BB 302 04 (BB 302 70 04) TSGO - BB 302 05 (BB 302 70 05) TSGO | 6両      |
| パル・ブラヤン （南スマトラ州） | PUB      | - BB 302 06 (BB 302 70 06) SO PUB | 1両      |
| 合計                            | 合計     | 合計 | 6両      |

情報：
- 付番番号付は、2010年の運輸大臣規則第PM45号に基づく。
- BB 302 06 (BB 302 70 06)号機は引退し、TSGOと宣言されたが、ヴィンテージ塗装で塗り替えられ、パル・ブラヤン車両工場で入換機関車として使われている。
- BB 302 70 01号機は、PJKA時代の特徴的な黄緑色の塗装を使用しているメダン機関区 (MDN) に残る唯一のBB302形である。
- SO は運行整備完了、TSO は運行整備未完了、TSGO は操作整備未完了を意味する。

## ギャラリー

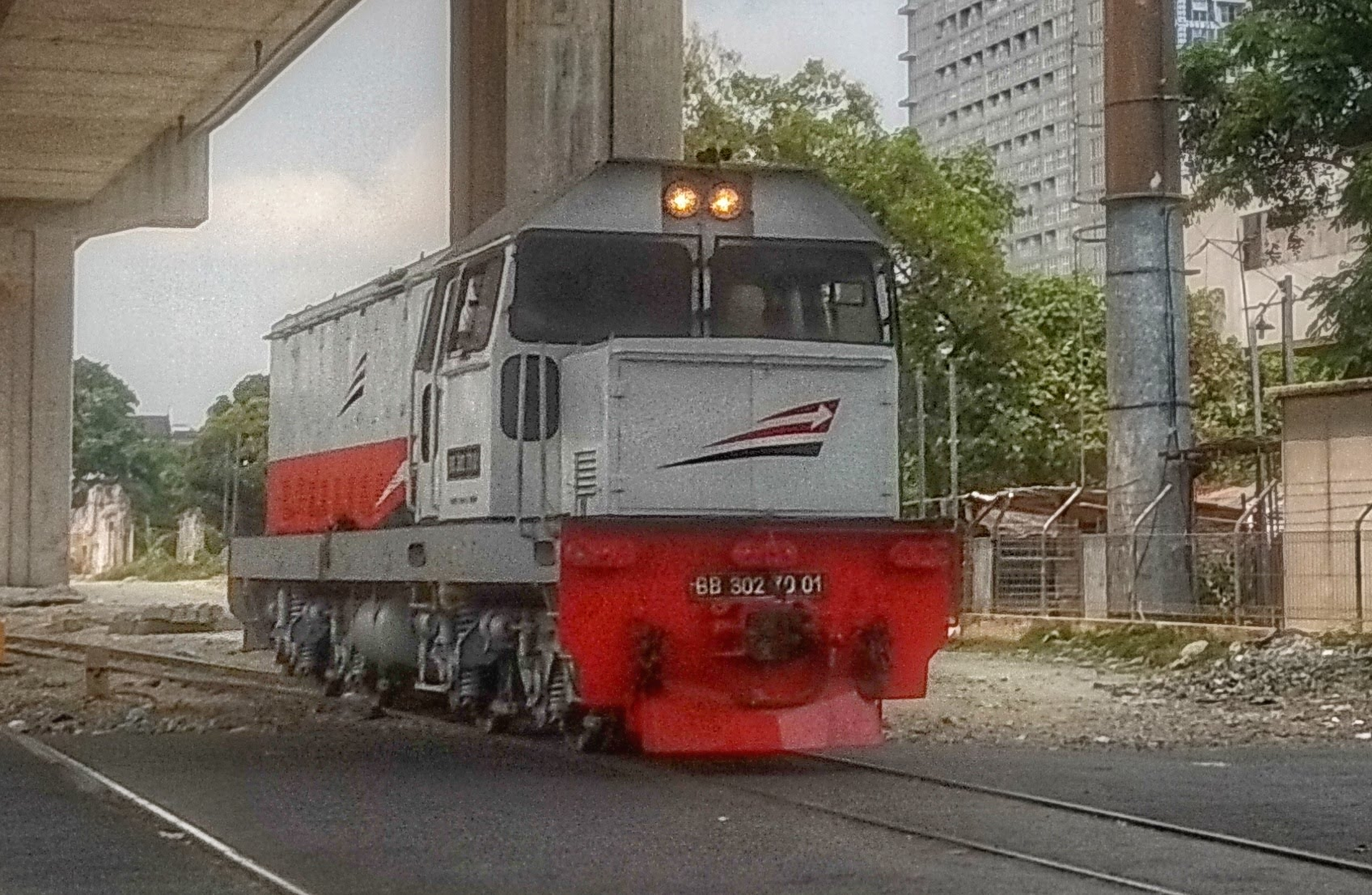
BB 302 70 01号機のPT.KAIの塗装
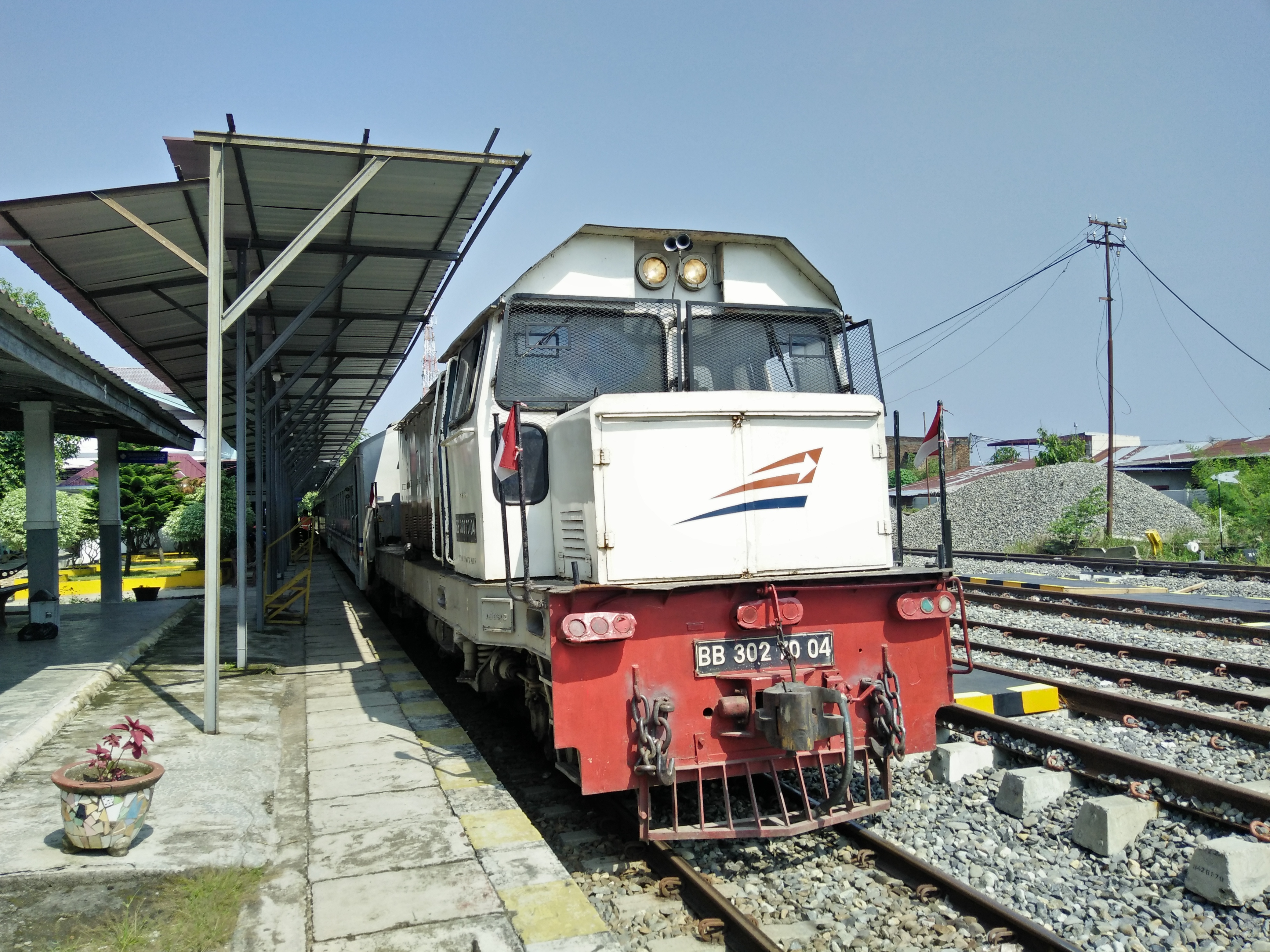
スリ・レラワンサ線で運行されるBB 302 70 04号機
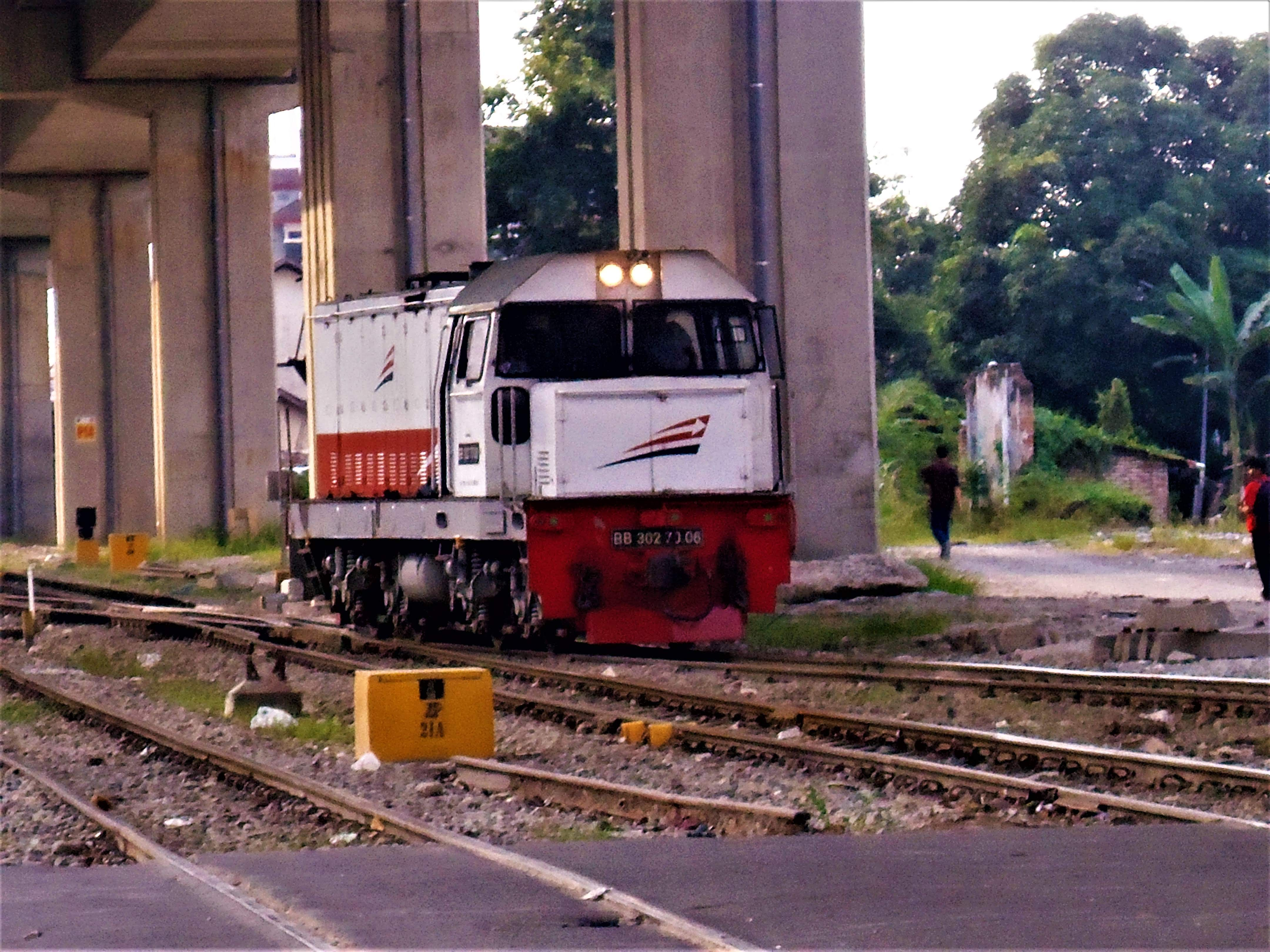
定期運行中のBB 302 70 06号機
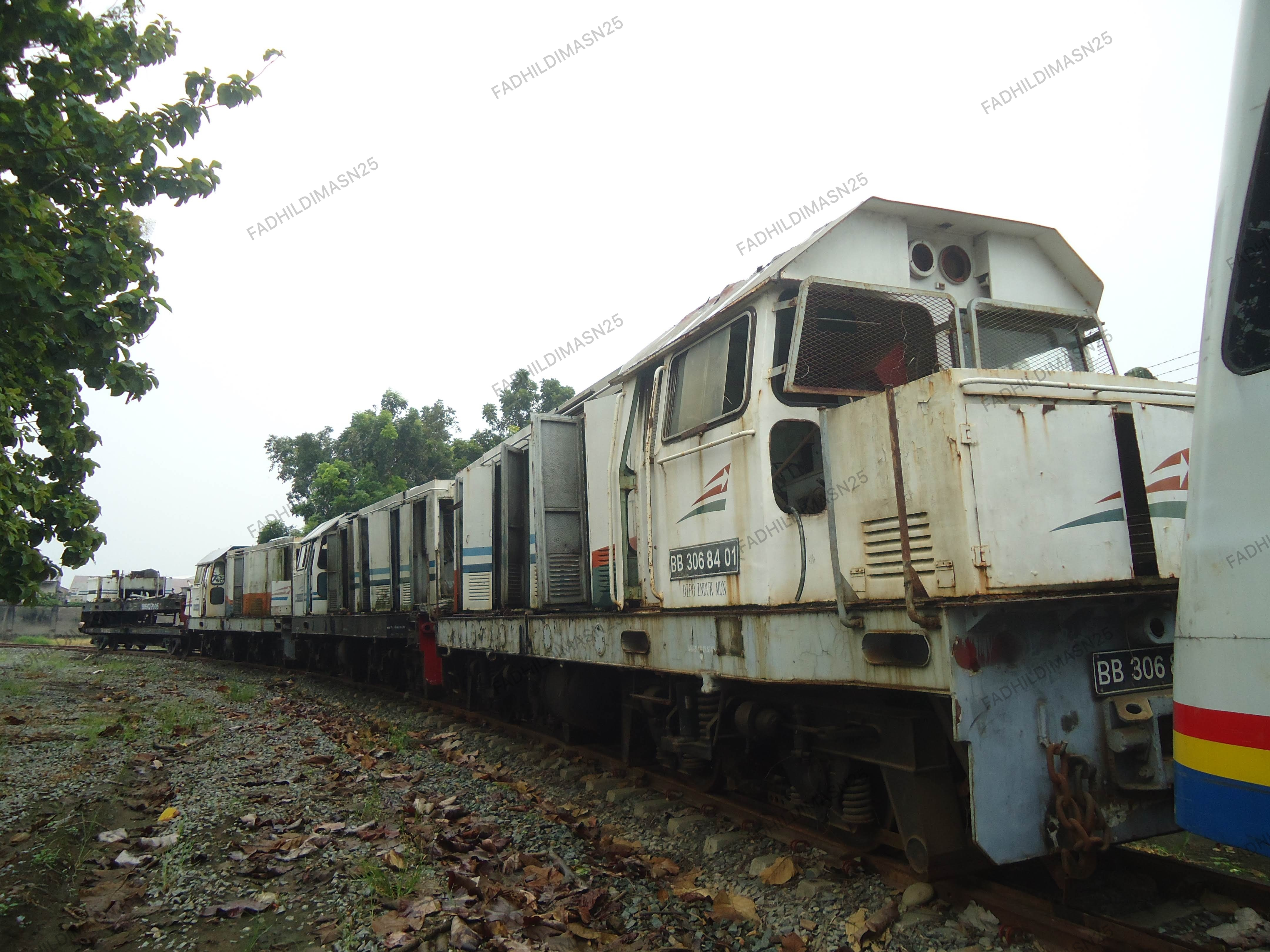
休車となったBB302形、BB303形、BB306形が留置されている様子